# TikTok
TikTok, també conegut com a Douyin a la Xina (en xinès, Dǒuyīn; literalment, "so vibrant"), és una app d'iOS i Android per crear i compartir vídeos curts. Propietat de ByteDance, l'aplicació va ser llançada com a Douyin a la Xina el setembre de 2016 i va ser introduïda al mercat estranger com a TikTok un any més tard. És la plataforma de vídeos curts líder a l'Àsia, els Estats Units i arreu del món. El 2018, l'aplicació guanyà popularitat i esdevingué la més descarregada als EUA l'octubre de 2018.
Des de 2018, està disponible en més de 150 mercats, i en 75 idiomes. L'aplicació permet als usuaris de crear breus vídeos de música de 3 a 15 segons i vídeos en bucle de 3-60 segons. El juliol de 2018, l'aplicació va tenir més de 500 milions d'usuaris a escala mundial.
TikTok és una versió internacional de Douyin, que es va llançar originalment en el mercat xinès al setembre de 2016. Més tard, TikTok es va llançar en 2017 per a iOS i Android en la majoria dels mercats fora de la Xina continental; no obstant això, només va estar disponible a tot el món després de fusionar-se amb un altre servei de xarxes socials xinès, Musical.ly, el 2 d'agost de 2018.
TikTok i Douyin tenen gairebé la mateixa interfície d'usuari però no tenen accés al contingut de l'altre. Cadascun dels seus servidors està basat en el mercat on l'aplicació respectiva està disponible. Els dos productes són similars, però les característiques no són idèntiques. Douyin inclou una funció de cerca en vídeo que pot buscar per la cara de les persones per a veure més vídeos d'ells i altres característiques com comprar, reservar hotels i fer ressenyes geoetiquetadas. Des del seu llançament en 2016, TikTok/Douyin va guanyar ràpidament popularitat a Àsia Oriental, Àsia del Sud, el Sud-est Asiàtic, els Estats Units, Turquia, Rússia i altres parts del món.A octubre de 2020, TikTok va superar els 2 mil milions de descàrregues mòbils a tot el món.

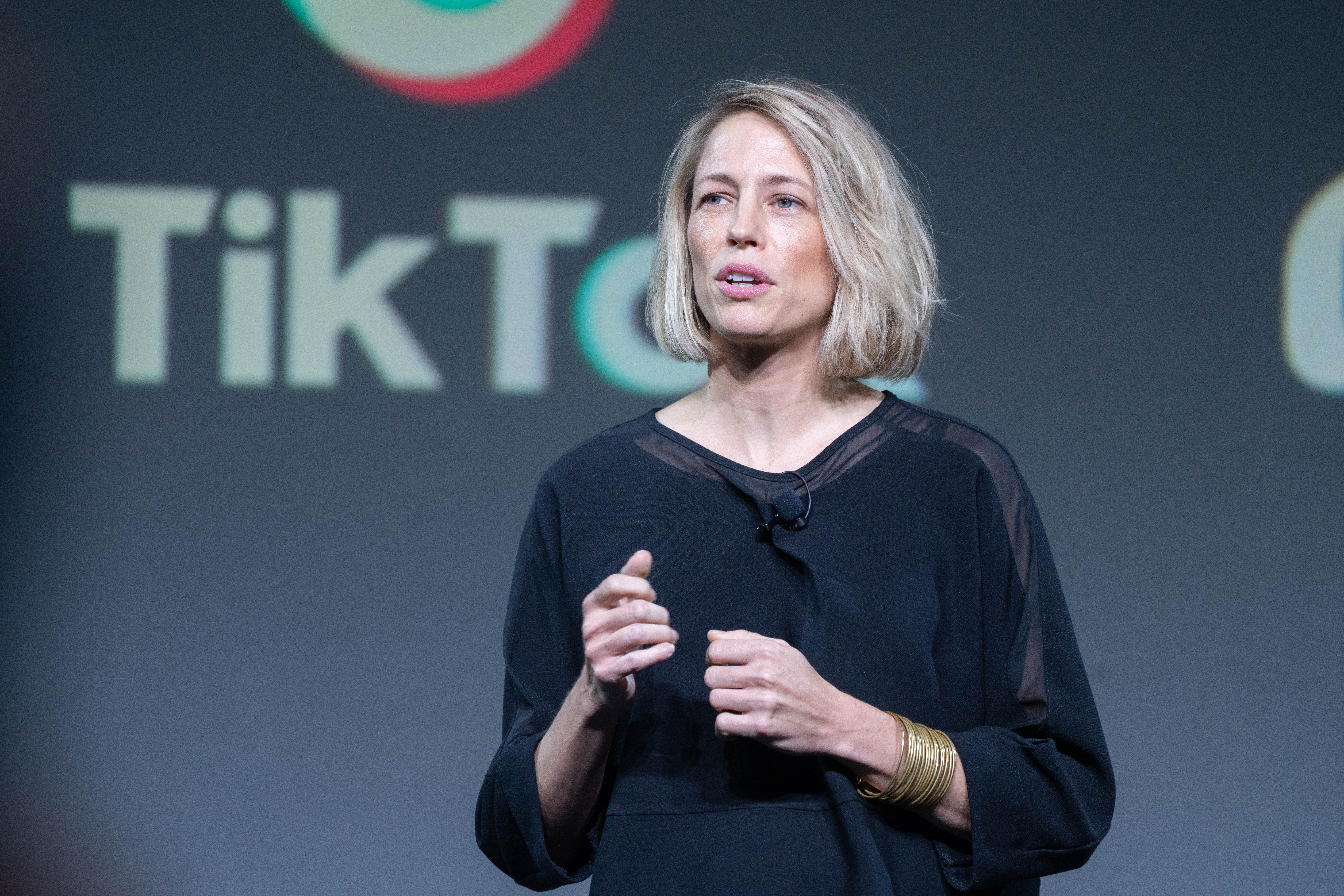
Vanessa Pappas, antiga cap d'operacions de TikTok.

Vanessa Pappas ha estat la directora executiva de TikTok fins a la seva dimissió, el 22 de juny de 2023. Pappas ha estat la segon al comandament, darrere del president executiu Shou Zi Chew qui va assumir el càrrec de CEO de TikTok a l'abril de 2021. Pappas va assumir el càrrec després de la dimissió de Kevin A. Mayer el 27 d'agost de 2020. El 3 d'agost de 2020, el president dels Estats Units, Donald Trump, va amenaçar amb prohibir TikTok als Estats Units el 15 de setembre si fracassaven les negociacions perquè Microsoft o una empresa diferent «molt estatunidenca» comprés l'empresa. El 6 d'agost, Trump va signar dues ordres executives que prohibeixen les «transaccions» estatunidenques amb TikTok i WeChat a les seves respectives empreses matrius ByteDance i Tencent, que entrarien en vigor 45 dies després de la signatura. La prohibició prevista de l'aplicació el 20 de setembre de 2020 va ser posposada una setmana i després bloquejada per un jutge federal. L'aplicació ha estat prohibida pel govern de l'Índia des de juny de 2020 juntament amb altres 223 aplicacions xineses en resposta a un xoc fronterer amb la Xina. El Pakistan va prohibir TikTok citant vídeos 'immorals' i 'indecents' el 9 d'octubre de 2020, però va revertir la seva prohibició deu dies després, el 19 d'octubre de 2020. Després, al març de 2021, un tribunal va ordenar prohibir TikTok novament a causa de queixes sobre contingut «indecent».
Morning Consult va classificar a TikTok com la tercera marca de més ràpid creixement en 2020, només després de Zoom i Peacock.

## Història

### Evolució
Douyin es va posar en marxa per ByteDance a la Xina, el setembre de 2016. Es va desenvolupar en 200 dies, i en menys d'un any ja tenia 100 milions d'usuaris, amb més de mil milions de vídeos vistos cada dia. Mantenint el nom de Douyin a la Xina, va ser anomenat TikTok quan va començar a expandir-se a altres països el setembre de 2017. El 23 de gener de 2018, l'aplicació TikTok va ser classificada #1 entre les aplicacions de mòbil de franc a l'App Store de Tailàndia i altres països.
TikTok ha estat descarregada aproximadament 80 milions de vegades en els Estats Units i 800 milions més a tot el món, segons les dades de recerca mòbil Sensor Tower, una plataforma d'anàlisi d'aplicacions amb seu a San Francisco, que exclou usuaris d'Android a la Xina. El novembre de 2018 es van unir a l'app celebritats com Jimmy Fallon i Tony Hawk.

### Fusionant amb musical.ly
El 9 de novembre de 2017, l'empresa matriu de TikTok, ByteDance, va gastar mil milions de dòlars en la compra de musical.ly, una empresa amb seu a Xangai i una oficina a Santa Mònica, Califòrnia, una popular plataforma de mitjans de comunicació social orientada al mercat adolescent dels Estats Units. Esperant aprofitar la base d'usuaris de la plataforma digital nord-americana, TikTok es va fusionar amb musical.ly el 2 d'agost de 2018 per crear una gran comunitat de vídeos, amb els comptes ja existents i les dades consolidades en una aplicació, mantenint el nom de TikTok.

### Expansió a altres mercats
D'ençà de 2018, TikTok ja està disponible en més de 150 mercats i en 75 idiomes. Durant tot el primer semestre de l'any 2018, TikTok va ser descarregada més de 104 milions de vegades a l'App Store d'Apple, segons les dades facilitades per CNBC pel Sensor Tower. Va superar Facebook, YouTube i Instagram; i es convertí en l'app iOS amb més descàrregues durant aquest període.

### Douyin
Com una aplicació independent de TikTok, Douyin està disponible en el lloc web del seu desenvolupador i ha mantingut el mateix nom d'ençà del seu llançament. Una part de la seva popularitat és fruit de les seves campanyes de màrqueting i del llançament de diverses activitats amb celebritats xineses per interessar els seus fans. Per exemple, la seva campanya de màrqueting en el Spring Festival Gala de 2018 va suposar un increment de 70 milions d'usuaris actius diaris. En febrer de 2018, Douyin va posar en marxa un projecte de col·laboració amb Modern Sky per rendibilitzar la música.

## Característiques
L'aplicació mòbil TikTok permet als usuaris crear un vídeo curt o una història (funció recent) que sovint presenta música de fons. El vídeo pot ser accelerat, alentit o editat amb un filtre. Per a crear un vídeo musical amb l'aplicació, els usuaris poden triar la música de fons d'una àmplia varietat de gèneres musicals, editar amb un filtre i enregistrar 15 segons de vídeo amb velocitat ajustada abans de penjar-lo, per compartir-lo amb els altres usuaris de TikTok o a altres plataformes socials. A més, també es poden enregistrar vídeos curts cantant les lletres de les cançons més populars del moment.
El “Per a tu” en la pàgina principal del TikTok es tracta d’un recull de vídeos que es recomanen a l’usuari en funció de la seva activitat a la plataforma. El contingut es creat per la intel·ligència artificial del TikTok (AI) i depèn dels vídeos que l’usuari hagi donat “like”, hagi interaccionat o hagi buscat. Això, suposa un contrast amb els algoritmes de les altres xarxes socials, les quals basen el contingut que apareix als seus consumidors segons les seves interaccions amb altres clients i el que els ha agradat o han interaccionat.
La característica de "reaccionar" permet als usuaris d'enregistrar la seva reacció davant d'un vídeo concret, el qual és situat en una petita finestra que és movible al voltant de la pantalla. Aquesta característica "duet" permet a l'usuari filmar un vídeo juntament amb un altre vídeo. A més, és una de les característiques heretades de musical·ly i només funciona si els dos usuaris tenen ajustat l'apartat de privacitat a la configuració de l'app.
Tots els vídeos que no vulguin ser publicats directament, es poden guardar en l'apartat de "drafts" (esborranys). L'usuari pot veure els seus "drafts" i els pot publicar un cop els consideri adients. L'app permet als usuaris de posar els seus comptes com a "privats". El contingut de tals comptes queda visible a TikTok, però és blocat als usuaris que el titular del compte no ha autoritzat per a veure’n el contingut. Els usuaris poden triar si qualsevol altre usuari o només els seus "amics" poden interaccionar amb ells a través de l'app, via comentaris, missatges, "reaccionar" o "duet" vídeos. Els creadors de contingut poden modificar la privacitat de cada un dels seus vídeos compartint-los de manera pública, només pels amics o privats, independentment de si el compte és privat o no.

## Importància de la música dins la plataforma

### Relació entre TikTok i la música
La plataforma xinesa Musical.ly va ser llançada al públic l'agost de 2014, després de sis mesos de planificació i feina per part de Luyu Yang i Alex Zhu. La intenció principal de la xarxa social era ser una font d'informació destinada a l'educació dels usuaris, és a dir, una plataforma on els creadors penjaven vídeos curts (15 segons) per tal de poder transmetre un missatge educatiu i d'aprenentatge pels usuaris.
Tanmateix, aquesta idea no va obtenir gaire èxit i van decidir replantejar l'ús de la plataforma i enfocar-la al món de l'entreteniment, sobretot dirigint-se a perfils adolescents estatunidencs. Aquest nou plantejament va acabar fent que sorgís la idea d'una xarxa social basada en la creació de vídeos relativament curts als quals se'ls podia afegir una música de fons.
Durant el 2015, la plataforma va començar a guanyar més usuaris fins al punt que, el 6 de juliol del 2015, va arribar a ser l'aplicació més instal·lada a l'App Store d'Apple. El seu èxit no va tardar a estendre's arreu del món, convertint-se en tot una tendència en més de 30 països, entre els quals es trobaven el Japó, Canadà, EUA, Alemanya i el Regne Unit.
Posteriorment, el 9 de novembre de 2017, la plataforma va ser comprada per Bytendance Tecnhology Co. per mil milions de dòlars. Aquesta, la va voler fusionar amb l'actualment conegut TikTok, una versió de Musical.ly americanitzada. A partir d'aquest punt, tots els comptes de l'aplicació de Luyu Yang i Alex Zhu van passar de ser "musers" a usuaris de TikTok.

### Protagonisme de la música
Tot i que la plataforma és una font d'entreteniment i de diversió per molts usuaris, per molts compositors i músics emergents pot ser la seva via a l'èxit. Això és degut al paper fonamental que té la música en els vídeos que publiquen els creadors, ja que l'app no només disposa de tota mena de gèneres musicals, sinó que també permet crear sons propis amb qualsevol àudio. La facilitat de viralització i d'exposició que ofereix TikTok permet que moltes cançons es converteixen en tendència popular gràcies a l'aplicació.
La plataforma no té cap preferència per a cap gènere musical específic, tant l'usuari que consumeix com el que crea (que en la majoria de casos els usuaris són tant creadors com usuaris) són els que, amb les seves visualitzacions i interaccions, fan que es popularitzi un gènere o cançó determinada. Això ha acabat fent que TikTok destaqui per tenir una àmplia varietat d'artistes que, veient la influència de la plataforma, decideixen publicitar la seva música penjant Tiktoks. Un exemple d'aquest tipus d'artistes és el cas de Taylor Gayle Rutherford, més coneguda com a Gayle, una cantant estatunidenca que saltà a la fama l'any 2021 amb la seva primera cançó "ABCDEFU". Aquesta cançó va acabar arribant al número u de dues de les llistes de Billbord: Billboard Global 200 i Billboard Global Excl. US. Tanmateix, no només són els nous artistes que es volen obrir camí en la indústria de la música els que fan un ús publicitari a la plataforma, sinó que els cantants que ja tenen certa fama també utilitzen TikTok per intentar viralitzar les seves noves melodies.
L'aplicació, a part d'ajudar a popularitzar noves composicions, també és un lloc on les persones poden compartir els seus gustos musicals i descobrir noves cançons. De fet, segons un estudi dut a terme per TikTok Marketing Sciences amb la col·laboració d'Insites Consulting i incloent una investigació de PRS IN VIVO, diuen que: "el 80% dels usuaris de TikTok afirmen que descobreixen nova música a la plataforma i que s'ha convertit en el seu lloc número u per a descobri nova música, per sobre d'altres plataformes digitals, serveis de música en streaming i recomanacions d'amics. A més, més de la meitat (56%) d'aquests descobriments es produeixen de manera natural, a través del feed “Per a tu”. Sens dubte un dels elements que té més influència és l'algorisme, que, mitjançant les interaccions dels usuaris amb els vídeos, les recerques que fa a l'aplicació i la gent que segueix, crea un feed, més conegut com a "For you page" que, com indica el nom, crea una pàgina personalitzada pels usuaris on mostra vídeos que poden interessar als usuaris.
És per tot això, que, com explica un informe de l'empresa Kantar per a TikTok, el 88% dels usuaris afirmen que el so té un paper imprescindible dins de la plataforma. A més a més, en aquesta mateixa recerca també s'afirma: "Segons l'estudi de Kantar, el so a TikTok es percep com a "divertit", un 66% més que en altres plataformes amb l'àudio desactivat. Els usuaris també creuen que el so a TikTok és molt més informatiu, atractiu i atraient. Però en altres plataformes, la gent tendeix a percebre el so com una cosa que distreu i fins i tot "molesta". Aleshores, a què apunten aquestes dades? Els usuaris i les marques a TikTok utilitzen l'àudio per evocar sentiments i emocionar la gent d'una manera que no és possible en altres plataformes.". I és que, com indica la cita anterior, un dels punts claus de la importància del so és l'efecte que té en l'estat d'ànim de l'usuari, ja que normalment la música de fons té un efecte positiu o emotiu en el consumidor que fa que vulgui invertir el seu temps dins la plataforma. De fet, l'estudi dut a terme per Álvaro Polonio Córdoba, María José Flores Tena, Yessica Sánchez Hernández, José Manuel Ortiz Marcos i Yolanda Deocano Ruíz; concretament en el capítol dos fan una recerca titulada "La importància de la música en els joves i els seus beneficis terapèutics" on desenvolupen una investigació sobre els efectes positius que té la música sobre els adolescents.
Hi ha molts estudis, com ara l'informe citat anteriorment de TikTok Marketing Sciences amb la col·laboració d'Insites Consulting i incloent una investigació de PRS IN VIVO, que investiguen i recullen informació que demostra la influència que té la música i el gran impacte que ha tingut la creació de l'aplicació envers la indústria musical. En aquest estudi en concret s'identifiquen els tres pilars principals que impulsen l'experiència musical a la plataforma: descobrir (nova música, artistes, gèneres, etc.), ser descobert (nous artistes emergents) i redescobrir (tornar a popularitzar cançons antigues).

### Com fer famós un so
La rellevància de les cançons a TikTok és tan important, que la mateixa plataforma va decidir crear un apartat a la seva pàgina web titulada TikTok What’s Next Report 2022. Principalment, aquest informe va dirigit als creadors de contingut, ja que és una eina que mostra les cançons que actualment són populars dins la plataforma i al seu costat de cada una hi ha un gràfic i una vinyeta que diu "veure anàlisi" que en clicar obre una nova finestra. En aquesta nova finestra apareix: el gràfic en gran (que permet triar si veure el gràfic basat en els últims set dies, trenta o cent vint i mostra el recorregut de popularitat de cançó i si aquest està pujant o baixant), informació sobre l'audiència de la cançó (a través d'un gràfic es mostra l'interval d'edat de l'audiència i amb unes caixetes representa els temes més virals amb els que s'està popularitzant el so), les regions on és més popular i sons similars que també poden interessar al creador. Tota aquesta informació permet que els creadors sàpiguen quin so és el més idoni escollir per tal que l'algoritme els mostri en les pàgines de l'audiència que ells busquen.
D'aquesta manera, molts creadors fan ús de la plataforma per difondre la seva música. Un exemple seria el de Powfu, un artista que a inicis de 2020 va saltar a la fama quan la seva cançó "Death Bed (Coffee for Your Head)" es va viralitzar a TikTok. El tretze de juny de 2020 va arribar al número u de la llista Billboard hot rock & alternative songs chart i actualment la cançó compte amb 4,2 milions de vídeos a TikTok i més de mil milions de reproduccions a Spotify. Aquesta cançó també va arribar a altres plataformes com Instagram i això va fer que encara arribés a més persones. En canvi, altres artistes, com ara Lauren Spencer Smith i la seva cançó Fingers Crossed, viralitzen la cançó, però només a TikTok i, tot i no aconseguir tanta audiència com en el cas anterior, assoleixen un "petit" públic a partir del qual comencen a créixer. Destacar també el paper d'artistes que tot i que ja són populars i compten amb milers de seguidors utilitzen la plataforma per poder arribar a més públic. Hi ha molts casos d'artistes així com ara Jason Derulo qui fa servir la seva conta per penjar tiktoks directament promocionant la seva música. Un altre exemple seria el de Tate McRae, una jove artista nord-americana que també penja vídeos, per exemple ballant, per promocionar les seves cançons. També es podria remarcar la situació en la qual es va publicar la cançó “Despechá” de la cantant catalana Rosalía. L’artista va gravar un vídeo el 12 de juliol de 2022 on apareixia cantant un tros de la cançó, el que aparentment semblava un simple vídeo va pujar ràpidament de visites fins a actualment aconseguir 25 milions de reproduccions. En la secció de comentaris, tots els seus seguidors aclamaven a Rosalía que publiqués aquella cançó al més aviat possible i així ho va fer. El 28 de juliol de 2022 va llançar el que acabaria sent un dels hits de l'estiu d’aquell mateix any, tal com afirma l'emissora de ràdio Los 40 principales. Finalment, cal destacar que hi ha molts artistes que popularitzen les seves cançons a través dels “tiktokers”, és a dir, gent que té molts seguidors dins la plataforma. Per exemple, Manuel Carrasco va promocionar la seva cançó Eres a través de les publicacions de persones com Trece o LolaLolita.
Principalment, hi ha quatre maneres per les quals un so es pot fer famós de manera no intencionada i totes elles es basen a crear un trend (tendència) a partir de la cançó:
- La primera manera pot ser a través d'un trend on s'utilitzi el so per transmetre un missatge, és a dir, s’agafa una part de la cançó per poder fer arribar una idea. Un clar exemple seria la cançó As It Was del Harry Styles, un cantant que, tot i ser molt popular, va aconseguir tanta atenció en el seu primer single del seu nou àlbum Harry's House a partir dels tiktoks que publicaven els usuaris on feien una recopilació de fotos seves en anys anteriors per fer referència a l’estrofa de: you know it is not the same as it was.[68]
- Una segona manera, és fent una coreografia d’una cançó per fer-la més popular, com seria l’exemple de Besos Moja2[69] de Wisin & Yandel & Rosalía, la qual gràcies a l'usuari de TikTok @diegusa[70] (qui va crear el ball) es van fer nombrosos vídeos de gent ballant amb aquesta cançó que van acabar aconseguint que la cançó arribés a estar a la llista d'Éxitos España a la plataforma de Spotify.
- Una tercera manera és fent un lip-sync amb una cançó, ja que també ajuda a obtenir més reproduccions del so, com és el cas de Miss you[71] de Oliver Tree i Robin Schulz.
- Una quarta i última manera de destacar un so és fent muntatges o edits, ja que també és una opció per popularitzar un so. Un clar exemple de la popularització d'una cançó a partir d'un edit és el que va passar amb la cançó de Bloody Mary[72] de Lady Gaga. Aquesta cançó, que va sortir al 2011, va arribar a la posició quatre de la llista Billboard Bubbling Under Hot 100[73] gràcies a un edit[74] que es va viralitzar de l'actiu Jenna Ortega interpretant al personatge de Wednesday a la sèrie de Netflix Wednesday, dirigida per Tim Burton. Aquest muntatge de vint segons actualment compta amb 10 milions de likes i més de 96 milions de reproduccions i gràcies a aquest més editors van començar a fer edits amb aquesta cançó i inclús les persones van començar a penjar vídeos imitant el ball de Jenna Ortega amb la cançó Bloody Mary, tot i no ser la que surt originalment a la sèrie. Inclús la mateixa Lady Gaga va penjar un vídeo participant en aquesta tendència.[75]

### Popularització de cançons antigues
Tot i que cada dia neixen noves estrelles musicals a TikTok, aquesta plataforma no només té la capacitat de portar a la fama nous artistes i cançons, sinó que també té el poder de reviure cançons antigues. Hi ha molts factors que influeixen en aquest procés de popularització de cançons antigues com ara: la viralització d’un sol vídeo, el sorgiment d’una tendència, la creació d’un remix o mashup per part d’un creador/a, etc.
Tot i que sembli impossible, un sol vídeo té el poder de tornar a les llistes una cançó de fa més de cinquanta anys. Un clar exemple del ressorgiment d’una cançó es va donar el 25 de setembre de 2020, quan Nathan Apodaca, més conegut com a Dog Face pel seu nom d’usuari @420doggface208, va decidir penjar un vídeo d’ell patinant per una carretera mentre bevia d’un pot de suc de nabius vermells i cantava l'èxit de 1977 Dreams de Fleetwood Mac. Ràpidament, aquest vídeo va començar a rebre moltes visites i va ser compartit per milers de persones, inclús, el compte oficial de Fleetwood Mac va retuitejar el tik tok responent “We love this!”. Gràcies al vídeo d'Apodaca, quaranta-tres anys després que "Dreams" sigues l'únic Hot 100 No. 1 del grup, la cançó va tornar a popularitzar-se acumulant 2,9 milions de reproduccions a les llistes dels Estats Units i 3.000 vendes de descàrregues digitals (88,7%) durant el període de tres dies, del 25 al 27 de setembre, segons les dades de Nielsen Music/MRC. El 27 de setembre la cançó també va pujar fins al número 24 a la llista diària dels EUA de Spotify i, finalment, “Dreams” va arribar al número 12 del Hot 100 al 2020, acumulat 249 milions de reproduccions sota demanda, 62,6 milions d’impressions d'audiència a la ràdio i 147.000 descàrregues l’any 2020.
Un altre exemple de ressorgiment d’una cançó, a partir d’una tendència, seria el trend que es va popularitzar amb la cançó de 1971 Love Grows (Where My Rosemary Goes) del grup Edison Lighthouse. Els usuaris de TikTok van començar a penjar vídeos on, utilitzant la lletra de la cançó (“She ain’t got no money/ Her clothes are kinda funny/ Her hair is kinda wild and free/ Oh but love grows where my Rosemary goes…”) feien una recopilació de fotos i vídeos d’ells/es. Durant 10 dies, del 25 de desembre al 3 de gener de 2022, la cançó va rebre un total de 2,705 milions de reproduccions sota demanda, segons MRC Data. Aquesta xifra va superar les 170.000 emissions sota demanda dels anteriors 10 dies (del 15 al 24 de desembre), fent que hi hagués un creixement del 1.490%. A més a més, la cançó també es va traslladar a la llista diària dels 200 millors dels Estats Units d'Spotify.
Un exemple que mostra la gran influència que té TikTok en el món de la música és el cas de Cody Fry. Aquest músic va fer una versió més clàssica de la cançó Eleanor Rigby dels Beatles i, a diferència de les darreres cançons, la connexió d’aquesta amb la plataforma TikTok va més enllà d’haver estat una eina de difusió. Cody Fry es va popularitzar a TikTok amb la seva cançó original I hear a Symphony que actualment té 243,4 mil vídeos sota aquest so. En veure això Fry va crear-se un perfil i va començar a penjar vídeos. Uns mesos més tard d’haver-se unit a la plataforma, concretament el 6 de juliol de 2021, va penjar un vídeo on explicava que estava treballant en una nova versió de “Eleanor Rigby” i necessitava un cor per completar-la. En aquest tiktok demanava als seus seguidors que enviessin una gravació de l’harmonia per poder crear un cor de veus. Finalment, la nova versió d’orquestra de Eleanor Rigby va acabar comptant amb una orquestra de 80 músics i un cor de 400 vocalistes d’arreu del món i quan va ser publicada a TikTok no va trigar a convertir-se en tot un èxit. Els editors i creadors no van dubtar en veure el potencial d’aquesta cançó i van començar a penjar vídeos utilitzant aquest so. Les acceleracions, els beat drops i el sentiment emotiu i èpic d’aquesta cançó la fan un so perfecte per tota mena d’edits. En la majoria de casos, els edits duren entre 15 i 30 segons i usen la part de la cançó on la música creix i quan hi ha el beat drop s’escolta “Oh look at all the lonely people”. Els tiktoks que s’acostumen a fer amb aquest audio són: edits d’escenes de pel·lícules on hi ha un moment èpic, edits on hi ha un moment en què el personatge comprèn el que està passant, vídeos amb transicions, etc. L’èxit d’aquesta nova cover va ser tan gran que, a inicis de 2022, va ser nominada a un Grammy a la categoria Best Arrangement, Instrumental and Vocals, tot i que finalment no va guanyar.
Hi ha molts altres exemples de cançons que han estat repopularitzades gràcies a les creacions de nous artistes. Un altre exemple és el de Nathan Evans, un cantant que gràcies a un vídeo va aconseguir viralitzar una cançó del segle xix. Evans va penjar un tiktok (que té més de 2 milions de likes i més més de vint milions de reproduccions) fent una cover de la cançó Wellerman i aquesta va agradar tant que va acabar penjant una gravació d'aquesta a les plataformes de música i va arribar al número u de la llista de Billbord del Regne Unit.

### Efectes de la influència de TikTok a la industria de la música
TikTok va sorgir com una aplicació dedicada tant als creadors de contingut, com als usuaris que el visualitzen. Tot i que la plataforma serveix per poder compartir vídeos i és una font d'entreteniment pels usuaris, a causa del gran impacte que té en la indústria musical, cada vegada s'està convertit en un espai més dedicat a la promoció de cançons. L'ús del so és imprescindible a TikTok, ja que fa que el contingut que es genera sigui més entretingut i emotiu. A més, si en els primers segons l'usuari escolta una cançó que li agrada és molt més probable que visualitzi tot el vídeo i no llisqui al següent vídeo. Això fa que molts artistes intentin viralitzar les seves cançons i fer que els usuaris utilitzin els seus sons, ja que si els creadors utilitzen les seves cançons, aquestes arribaran a un públic més nombrós.
La importància que està tenint la música a la plataforma està generant que més discogràfiques la facin servir com a sistema publicitari a través de diferents mètodes. Tot i que hi ha molts artistes, sobretot els més joves, que els sembla divertit i els agrada usar TikTok, hi ha altres artistes que es senten pressionats pels seus equips de màrqueting a publicar vídeos per promocionar la seva música. En un vídeo publicat pel mitjà de comunicació Brut Amèrica en el seu canal de YouTube titulat "TikTok's Impact on the Music Industry" s'explica clarament quina és l'arrel del problema. En el vídeo s'entrevista a Tatiana Cirisano, una periodista i analista de la indústria musical que al final del vídeo diu: "Crec que tot es remunta a com és de competitiu el panorama en aquests moments". Anteriorment, eren les discografies les que s'encarregaven de donar a conèixer la música dels seus artistes a través de diferents estratègies de màrqueting, però ara demanen als artistes que, a part de fer la música, siguin ells mateixos qui publicitin la seva música. Evidentment, hi ha artistes com: Doja Cat, Lizzo, Charlie Puth que els agrada la plataforma, però altres, com ara: Halsey, Post Malone o Adele expressen que no se senten còmodes penjant vídeos a TikTok. En una entrevista d'Apple Music amb Zane Lowe, la cantant britànica Adele explicava que la seva discografia li havia dit que havia de crear-se un perfil de TikTok perquè així els nens de catorze anys coneguessin qui és i ella va contestar que les mares d'aquests nens segurament la coneixien a ella i deia que si tothom estava fent música per TikTok i per les noves generacions, qui estava fent música per les seves generacions. I és que un dels problemes de TikTok i la indústria de la música és que com el vídeo pot arribar a tots els usuaris (independentment de l'edat) les discografies volen que els artistes facin música que pugui agradar a tothom, ja que com més persones l'escoltin més benefici hi haurà.
Així doncs, tot i que TikTok, indiscutiblement, ha revolucionat la indústria de la música i ha creat un espai on els artistes es poden donar a conèixer al públic, també ha creat una gran pressió als artistes que ja són reconeguts i que es veuen forçats a competir en una plataforma on no es senten còmodes i per un públic que potser tampoc els interessa.

## Algoritme

### Intel·ligència artificial
TikTok empra intel·ligència artificial per a analitzar els interessos de l'usuari i les seves preferències a través de les seves interaccions amb el contingut, i per a mostrar una font de contingut personalitzat per a cada usuari.

### Com funciona
L'algoritme de TikTok tria quin contingut serà recomanat i, per tant, es farà popular o viral, tenint en compte una sèrie de factors.
Quan un vídeo és publicat a la xarxa social, aquest es recomanarà a un grup reduït de persones, normalment als seguidors de l'usuari, si en té. Tot i així, si un usuari no disposa de seguidors això no li impedirà fer-se viral, car l'algoritme en recomanarà el contingut a altres usuaris a qui els pot interessar. El grup inicial d'usuaris, que pot variar entre 300 o 500, és el més crucial, vist que determinarà si el vídeo continua circulant o s'oblida del tot. Si aquest primer grup interacciona amb el vídeo, és a dir, el veu fins al final, el comparteix, comenta, el guarda o diu ‘m'agrada’, s'ampliaran el nombre d'espectadors. Aquest procés es repeteix de forma consecutiva fins a escalar a un nombre major d'audiència. A més, els vídeos també se sotmeten a unes proves de control fetes per un sistema d'intel·ligència artificial per a controlar que compleixin la política i les condicions d'ús.
TikTok prioritza aquells vídeos que empren sons populars o que tenen una durada mitjana per tal d'aconseguir que els usuaris restin més temps a l'aplicació. Els vídeos de mitjana durada han resultat ser els més efectius perquè tenen més possibilitats de ser vistos fins al final i aconseguir un bon nombre d'interaccions, mentre que els més llargs fan perdre l'interès dels usuaris. Els vídeos de mitjana durada duren prou estona com per a aconseguir que l'usuari passi una mitjana de 52 minuts a l'aplicació sense perdre l'interès en els vídeos, ja que contínuament rep estímuls nous. D'aquesta manera asseguren que els usuaris vegin els anuncis que apareixen quan estàs una estona navegant.

### Algoritme de bellesa
Hi ha hagut molta controvèrsia amb l'aplicació i el seu algorisme per prioritzar contingut de creadors amb cares convencionalment atractives segons els estàndards de bellesa occidentals basats en trets caucàsics i asiàtics. Els vídeos de TikTok són valorats segons el seu potencial èxit basat en l'atractiu de les persones que mostren.
El juliol del 2020, l'usuari de TikTok @benthamite va pujar un vídeo confirmant l'existència de l'algoritme de bellesa gràcies a uns documents de ByteDance que havia trobat a la deep web. @benthamite basa la seva teoria en un estudi de la “South China University of Technology” per explicar com, potencialment, TikTok avalua i puntua les cares segons l'atractiu. Aquest mateix any The Intercept ha publicat documents interns filtrats dels creadors de TikTok on donaven instruccions als seus moderadors perquè suprimissin algorítmicament publicacions d'usuaris que consideraven "lletjos" o "anormals" (que presentessin factors d'obesitat o imperfeccions), políticament difamatoris i ideològicament vulgars.
L'estudi de la "South China University of Technology" estableix un nou índex de referència o benchmark per a mesurar l'atractiu de les persones en una escala de l'1 (lleig) al 5 (molt atractiu). Per fer-lo disposaven de 5.500 imatges de perfils frontals de dones i homes asiàtics i caucàsics entre els 16 i 60 anys. Aquestes cares van ser puntuades dins l'escala tenint en compte les opinions de voluntaris, però també valorant els seus trets, expressions facials i simetria, amb programes informàtics.@benthamite argumentava que un procediment informàtic semblant es podria haver usat a TikTok per a puntuar la bellesa de les cares dels seus usuaris i, es que, els algoritmes de bellesa no són res de nou. Els éssers humans hem ensenyat a les màquines a diferenciar el que és atractiu del que no ho és i que les persones fem inconscientment de manera molt fàcil i ràpida, puix que, per a fer-ho només ens cal fer servir una part primordial del cervell, l'àrea fusiforme de la cara. De fet, aquesta àrea és tan potent que som capaços de trobar cares en objectes inanimats. Aquest fenomen s’anomena paridòlia. Tot i així, per una màquina una cara no és més que un conjunt de píxels, per tant, les persones havíem d'aconseguir que les màquines en les fotografies separessin les cares del fons. Aquest és el procés de reconeixement facial que es va aconseguir a principis del segle XXI i que empra histogrames de gradients orientats (HOG). Els processadors detecten diferències o línies esmolades entre els píxels o en un mateix i les reconeixen com a trets facials. Aquesta tècnica ja s’havia endegat en altres xarxes socials com Snapchat o, més recentment, Instagram per a la creació de filtres.
L'algoritme de TikTok, fent servir la tècnica d'aprenentatge automàtic facial, prioritza les cares amb trets facials caucàsics i asiàtics, és a dir, cares pàl·lides amb nassos petits. També prioritzen cares simètriques amb estructures facials occidentals i sense arrugues, ni grans, ni imperfeccions de cap mena. Aquestes són les cares considerades convencionalment atractives. La tècnica d'aprenentatge automàtic facial s’usa per a, després de reconèixer cares en les imatges, classificar-les segons l'atractiu, tenint en compte els diferents trets facials de diverses ètnies, veient les cares com les veu l'antropomètrica, com un conjunt de trets facials que conformen les característiques d'un grup de persones concret. L'algoritme avalua milers d'imatges atorgant una puntuació a cada una, basant-se en com s’acosta a la cara perfecta, segons els paràmetres establerts pels creadors. Després, els resultats són avaluats per persones i la màquina ho torna a provar. Per mitjà de l'assaig-error aconsegueixen un algoritme molt efectiu.
Aquest algoritme explicaria per què els usuaris que apareixen més sovint a la pàgina de recomanats són tan atractius, sobretot quan un usuari és nou o no està registrat, car, així que l'algoritme aprèn els teus gustos, el contingut que se’t prioritza és més personalitzat. Tot i així, aquest fenomen ha creat molta controvèrsia per racisme, sobretot contra les persones de pell negra, vist que l'algoritme prefereix les pells pàl·lides i els trets facials caucàsics i asiàtics.
No obstant aquest retret, s’ha de tenir en compte que aquest és un dels factors que empra TikTok en el seu algoritme, però no és l'únic. A més a més, després de la controvèrsia que ha envoltat aquesta part de l'algoritme, la companyia ByteDance va publicar una nota clarificant que les regles eren obsoletes o, en alguns casos, no es van aplicar mai (en els casos de racisme, pobresa i discapacitats).

### "For you page (FYP)"[98][99]
La "For you page" o «per a tu», recomana contingut personalitzat per a cada usuari basant-se en diferents factors:
·  Interaccions de l'usuari: es tenen en compte les interaccions de l'usuari dins l'aplicació, com el vídeos als quals diu «m'agrada» o «comparteix», els comentaris que penja i el contingut que penja.
· Informació dels vídeos: l'algoritme també es fixa en els hashtags i els sons emprats en els vídeos que crea, que agraden l'usuari o visualitza fins al final.
· Tipus de telèfon mòbil i ajustaments del compte: TikTok usa la localització, la llengua del telèfon i l'aplicació de l'usuari, així com també informació sobre el model de telèfon mòbil que fa servir, per a millorar el rendiment de l'aplicació. Això no obstant, aquests factors tenen menys pes a l'algoritme.
A més a més, els nous usuaris tenen l'opció de triar entre diferents categories d'interès, triades per l'aplicació, que ajudarà a crear una pàgina inicial que s'anirà perfeccionant a mesura que l'usuari interactuï amb l'aplicació. Per a aquells usuaris que no trien entre les categories, TikTok ofereix contingut generalitzat basat en les tendències del moment i els vídeos més populars. A mesura que el nou usuari va deixant comentaris, «m'agrades» i «comparteix el contingut», el seu «per a tu» va personalitzant-se.
També s'ofereix als usuaris l'opció de descartar contingut fora del seu interès prement sobre el vídeo que volen descartar. Aleshores s'obrirà una pestanya amb quatre opcions, una de les quals és la de "No hi estic interessat", en la qual hom pot triar si no està interessat en el vídeo, l'usuari que l'ha creat o el so que s'ha fet servir. Aquesta opció també ajuda l'algoritme a saber quin és el contingut que ha de descartar segons el nombre d'usuaris que l'hagin descartat.
Finalment, la "For you page" afegeix contingut globalment popular per a diversificar el contingut i donar oportunitats als usuaris d'encreuar-se amb contingut nou.
Aquests factors es processen a través del sistema de recomanació de TikTok que enviarà el contingut a aquells usuaris a qui creu que interessa primer. Si aquests no interactuen amb aquest contingut, aquest no serà recomanat a cap altre usuari.

### Viralitat i impacte social
TikTok, tot i ja tenir un gran nombre d'usuaris, es va popularitzar a començament de 2020 amb l'evolució de la pandèmia de Covid-19 i el confinament mundial. Joves, majoritàriament d'entre 16 a 24 anys, van descarregar l'aplicació per a fer front a l'avorriment durant el confinament. Aquests es van trobar amb una xarxa social amb una estructura molt diferent de la dels seus competidors. La pàgina principal de TikTok es diferencia d'Instagram o de Twitter en el fet que no mostra el contingut de la gent que hom segueix, sinó que mostra vídeos de desconeguts que poden interessar l'usuari. És una xarxa social que prioritza el contingut d'usuaris desconeguts per sobre d'aquells que un segueix. Quan s'obra l'aplicació s'entra directament a la "For you page", que és la pàgina de recomanats. Aquesta nova estructura potencia la viralitat, ja que el contingut de l'usuari es mostra no sols als seus seguidors, sinó també a centenars d'altres usuaris. A més, al contrari d'altres xarxes socials, el contingut de la pàgina principal és il·limitat. Qualsevol vídeo de qualsevol usuari de TikTok pot fer-se viral en poques hores, fins i tot si aquell usuari no té seguidors. Òbviament, com més seguidors es tinguin més possibilitats hi haurà de fer-se viral. Tot i així, el fet de tenir un vídeo viral no comporta que els següents vídeos també ho siguin.
Usuaris que s'han viralitzat en aquesta plataforma són Charli D'amelio, Addison Rae, Bella Poarch, Lil Hoodie, etc., els quals han esdevingut grans personalitats i celebritats.
El concepte de viralitat ja existia abans que aparegués aquesta nova plataforma, però TikTok l'ha transformada. TikTok és la plataforma perfecta per al contingut viral, perquè genera contingut viral contínuament. Cada dia podem trobar vídeos virals amb milions de visites a la plataforma perquè abans de l'aparició d'aquesta xarxa social el contingut viral, principalment format per mems, no era tan recurrent.
Aquesta viralitat no sols s'aplica als usuaris, sinó també, als sons emprats a l'aplicació. Aquest fet ha tingut un gran impacte en el món de la música, ja que ha llançat les carreres de Lil Nas X, amb la cançó viral "Old Town Road", Lizzo, amb "Truth Hurts", Doja Cat, amb "Juicy", Meghan Thee Stallion, amb "Savage", o, més recentment, Conan Gray, amb "Heather". Alguns d'aquests artistes ja disposaven de contractes discogràfics; però d'altres, com Lil Nas X, els van aconseguir després de l'èxit de la seva música a TikTok. Això també es representa una nova oportunitat pels artistes independents, que abans batallaven per la distribució de la seva música.
Després de l'èxit d'aquests artistes, altres usuaris han provat de fer viral la seva música. Tanmateix és difícil de construir una carrera musical basada en TikTok, car la plataforma no sempre esmenta l'autor de la música. És per això que els usuaris poden, fàcilment, penjar vídeos en què s'apropien d'un so o de fer-lo servir sense esmentar l'artista original. De fet, aquest ha estat el cas de diferents usuaris que han reclamat els crèdits d'alguns dels seus sons virals. Sophie Fraser, una compositora i cantant australiana coneguda com a @inoxiasounds a TikTok que es va fer viral a l'app al novembre del 2019. Ella provava de construir la seva carrera musical cantant als carrers de Melbourne quan un desconegut la va enrestrar i va penjar l'enregistrament a TikTok. El vídeo es va fer viral de seguida, però ella, que encara no tenia usuari a l'aplicació, no va rebre cap mena de crèdit. Quan se'n va assabentar, es va crear un compte a TikTok i hi va penjar un vídeo rebel·lant que era ella la misteriosa cantant del vídeo viral de la performance de "Dance Monkey". Després d'això, Fraser va penjar una versió més llarga del cover de "Dance Monkey", acreditant l'artista original i demanant que aquest es fes més viral que el vídeo anònim. Ella és un dels exemples dels artistes que es troben a la plataforma i que no són acreditats per la seva feina o talent.

#### Ratatouille: El musical de TikTok
"Ratatouille: El musical de TikTok" va començar com un mem viral de l'aplicació en el qual milers d'usuaris es van unir per a crear la versió musical del film de Pixar Ratatouille, però aquest no ha estat el primer musical creat per l'aplicació, puix que mesos abans es va idear el projecte d'un musical anomenat "Grocery Store: The Musical". Tot i així, aquest és el primer musical creat a través de vídeos virals en una plataforma social que té la possibilitat d'esdevenir un musical de Broadway. Aquest musical és el primer que no té un sol creador perquè s'ha fet gràcies a centenars d'autors que hi han col·laborat de moltes maneres: component les cançons, dissenyant el vestuari, dissenyant els cartells, creant les coreografies, etc. El 9 de desembre del 2020 es va anunciar que Broadway faria un concert benèfic en streaming per a recaptar diners per a l'"Actors Fund" el primer de gener del 2021, produït per la companyia Seaview. Les cançons que es cantaran en el concert encara no s'havien decidit, però els creadors d'aquestes seran esmentats i compensats. També s'ha anunciat que els papers els interpretaran personalitats de Broadway, però no se sap ben bé si s'actuarà dins les sales del teatre.

#### Impacte negatiu[96][104]
Molts experts estan preocupats pel creixement d'aquesta plataforma social i la popularització dels vídeos de poca durada, perquè els vídeos duren entre 15 i 60 segons i això provoca estímuls constants al cervell que provoquen una sensació de plaer. Els preocupa que el cervell s'acostumi a aquesta mena d'estímuls i que els joves perdin capacitat de concentració en tasques que requereixin llargs períodes.
Un altre problema és l'addicció que aplicacions com aquesta provoquen, car, en disposar d'una catàleg il·limitat de vídeos, algú pot perdre fàcilment la noció del temps i, sense adonar-se'n, passar moltes hores en l'aplicació.

## Màrqueting d'influencers
TikTok ha proporcionat una plataforma perquè els usuaris creïn contingut no només per diversió, sinó també per diners. A mesura que la plataforma ha crescut significativament en els darrers anys, ha permès a les empreses publicitar i arribar ràpidament al seu grup demogràfic desitjat a través del màrqueting d'influencer. L'algorisme d'intel·ligència artificial de la plataforma també contribueix al potencial de màrqueting d'influencers, ja que selecciona el contingut d'acord amb les preferències de l'usuari. El contingut patrocinat no és tan freqüent a la plataforma com a altres aplicacions de xarxes socials, però les marques i les persones influents encara poden guanyar tant com ho farien, si més no, en comparació amb altres plataformes. Els influencers que guanyen diners a la plataforma a través del compromís, com els m'agrada i els comentaris, s'anomenen «màquines de memes».
El 2021, The New York Times va informar que els vídeos virals de TikTok de joves que relataven l'impacte emocional dels llibres, etiquetats amb l'etiqueta BookTok, van impulsar significativament les vendes de literatura. Els editors utilitzaven cada cop més la plataforma com un lloc per al màrqueting d'influencers.

## Tipus d'anuncis
Tik Tok ha esdevingut una plataforma molt atractiva per a les marques que busquen promocionar el seu producte. Actualment trobem diverses estratègies publicitàries a la plataforma:
Anuncis In-Feed
Són aquells anuncis que es troben en la pàgina de "Per a Tu"  i apareixen entre els vídeos orgànics. Són vídeos d'uns 15 segons i solen ser entretinguts i atractius per a captar l'atenció de l'usuari. Són anuncis efectius ja que es mostren en el moment en què l'usuari es troba més receptiu, mentre està desplaçant el seu "Per a Tu" entre vídeos del seu interès. Aquests anuncis també permeten la interacció amb m'agrada, comentaris i republicacions.
Anuncis Top View
Són aquells anuncis que ocupen la primera posició en el feed quan un usuari obre la plataforma de TikTok. Solen tenir una durada de 60 segons i ofereixen màxima visibilitat gràcies a la seva posició. Són ideals per a les campanyes de reconeixement de marques ja que capten l'atenció dels usuaris des del primer moment.
Anuncis Brand Take Over (Anuncis de pàgina de marca)
Són aquells anuncis que apareixen quan l'usuari obre l'aplicació de TikTok i ocupen tota la pantalla. Aquests poden ser imatges estàtiques, gifs o enllaços. Com que no es poden saltar són efectius a l'hora d'augmentar la visibilitat de la marca.
Anuncis amb etiqueta de repte
Són aquells anuncis que inviten a l'usuari a participar en algun repte utilitzant una etiqueta específica. Al fomentar la participació i la creació de contingut resulta en una alta taxa d'interacció i viralització.
Spark adds
Aquests anuncis permeten que les marques promocionin contingut orgànic existent a TikTok ja sigui propi o d'altres creadors. Aquest format d'anuncis combina allò millor del contingut generat pels usuaris amb la capacitat de segmentació de la publicitat pagada, donant com a resultat campanyes més autèntiques i efectives.

## Característiques i comportament de l'usuari
En els tres anys posteriors al llançament el setembre de 2016, TikTok va guanyar 800 milions d'usuaris actius, entre els quals hi ha Zach King, Loren Gray, Baby Ariel, Lisa i Lena, Will Smith, Dwayne Johnson, Brent Rivera, Addison Rae, Jason Derulo, Jennifer Lopez, Camila Cabello, Lilly Singh, Selena Gomez, Millie Bobby Brown, Noah Schnapp i Charli D'Amelio, el més seguit a la plataforma.

### Demografia
Als Estats Units, el 52% dels usuaris de TikTok són també usuaris d'iPhone. Si bé TikTok té un format neutre de biaix de gènere, el 44% dels usuaris de TikTok són dones, mentre que el 56% són homes. Pel que fa a la distribució geogràfica, el 43% dels nous usuaris són de l'Índia. TikTok ha demostrat atraure la generació més jove, perquè el 41% dels seus usuaris tenen entre 16 i 24 anys. Entre aquests usuaris de TikTok, el 90% diu que fan servir l'aplicació cada dia.

### Compromís de l'usuari
La taxa de participació dels usuaris de TikTok és del 29%. Des del juliol de 2018, els usuaris de TikTok passen una mitjana de 52 minuts al dia a l'aplicació. ByteDance ha declarat que els usuaris dels EUA obren l'aplicació vuit vegades al dia i les sessions individuals en l'aplicació són les més llargues, amb 4.9 minuts.

### Tendències virals
Hi ha una varietat de tendències dins TikTok, que inclouen mems, cançons sincronitzades amb els llavis i vídeos de comèdia. Duets i una funció que permet als usuaris d'afegir el seu propi vídeo a un vídeo existent amb l'àudio del contingut original, ha provocat la majoria d'aquestes tendències.
Les tendències es mostren a la pàgina d'exploració de TikTok o a la pàgina amb el logotip de cerca. La pàgina inclou els hashtags de tendència i els desafiaments entre l'aplicació. Alguns inclouen #posechallenge, #filterswitch, #makeeverysecondcount, #wannalisten, #pillowchallenge, #furrywar, #hitormiss, #bottlecapchallenge i més. El juny de 2019, la companyia va presentar l'etiqueta hash #EduTok que va rebre 37 mil milions de visites. Després d'aquest desenvolupament, la companyia va començar associacions amb start-ups d'EdTech per a crear contingut educatiu en la plataforma.
El juny de 2019, la companyia va presentar l'etiqueta hashtag #EduTok que va rebre 37 mil milions de visites. Després d'aquest desenvolupament, la companyia va iniciar aliances amb noves empreses d'Edtech per a crear contingut educatiu en la plataforma.
L'aplicació ha generat nombroses tendències virals, celebritats d'internet i tendències musicals arreu del món. Charli D'Amelio és actualment l'usuari de TikTok més seguit amb més de 102 milions de seguidors. Com no era famosa abans de convertir-se en usuari de l'aplicació, Charli va assolir la fama després que un tutorial de ball que va publicar el juliol de 2019 es va fer viral. També és coneguda per un vídeo fent un ball anomenat "The Renegade", per a la cançó "Lottery" de K CAMP. Altres estars de TikTok com Loren Gray, han mantingut la fama al llarg dels anys després d'haver-se fet viral a Musical.ly. Els estudis han demostrat que en només un any, els vídeos curts a la Xina han augmentat en 94.790.000.
A més de "The Renegade", un altre mem notable de TikTok és "hit or miss", d'un fragment de "Mia Khalifa" (2018) d'iLOVEFRiDAY, que s'ha emprat en més de quatre milions de vídeos de TikTok, i que va ajudar a presentar l'aplicació a una versió més gran audiència occidental. Altres cançons que han guanyat popularitat a causa del seu èxit en l'aplicació inclouen "Roxanne" d'Arizona Zervas, "Lalala" de bbno $, "Stupid" d'Ashnikko, "Yellow Hearts" d'Ant Saunders, "Truth Hurts" de Lizzo i un remix de Jay Sean 'Respecte. TikTok va ser un factor important perquè "Old Town Road" de Lil Nas X es convertís en una de les cançons del 2019 i la cançó número 1 més llarga en el Billboard Hot 100.
TikTok ha permès que les bandes obtinguin notorietat a algunes parts del món. La banda Fitz and The Tantrums ha aconseguit un gran nombre de seguidors a Corea de Sud, tot i no ha viatjat mai per Àsia. Després que la seva cançó "Old Town Road" es fes viral en l'aplicació, Lil Nas X va rebre un contracte discogràfic i la cançó va arribar al cim de les llistes de Billboard. La plataforma ha rebut algunes crítiques per la seva falta de regalies cap als autors de la música emprada en la seva plataforma. Hi ha controvèrsia sobre si aquesta mena de promoció és beneficiosa, a llarg termini, per als artistes.
El juny de 2020, els usuaris de TikTok i els fanàtics del K-pop "van afirmar d'haver registrat potencialment centenars de milers d'entrades" per al míting de la campanya del president Trump a Tulsa, a través de la comunicació en TikTok, contribuint a "files de seients buits" per a l'esdeveniment.
TikTok ha prohibit la negació de l'holocaust, però altres teories de conspiració s'han fet populars a la plataforma, com Pizzagate i QAnon (dues teories de conspiració populars entre la dreta dels Estats Units) els hashtags van arribar a gairebé 80 i 50 milions de visites respectivament al juny de 2020.
La plataforma també s'ha fer servir per a difondre informació falsa sobre la pandèmia de la malaltia per coronavirus de 2019-2020, com clips del vídeo de Plandemic. TikTok va eliminar alguns d'aquests vídeos i generalment hi ha afegit enllaços amb informació fidedigna sobre la COVID-19, en vídeos amb etiquetes relacionades amb la pandemia.

## Recepció
El juny de 2018, TikTok va arribar a 500 milions d'usuaris actius mensuals arreu del món i a 150 milions d'usuaris actius diaris a la Xina. Es va convertir en l'aplicació a l'App Store d'Apple més descarregada en la primera meitat de l'any 2018, amb una estimació de 104 milions de descàrregues, de tal manera que van superar les descàrregues de PUBG Mòbil, YouTube, WhatsApp i Instagram en el mateix període.
L'aplicació ha originat nombroses tendències virals i celebritats d'Internet de tot el món, ha impulsat a la fama cançons, i és coneguda per ser popular entre les celebritats, a causa de la seva popularitat i influència social.

### Privacitat, cyberbullying i preocupacions d'addicció
Pel fet que permet als usuaris comunicar-se per vídeo amb persones de qui no saben res, TikTok ha estat comparat amb Chatroulette. Alguns periodistes han qüestionat la política de privacitat de l'app, especialment perquè és popular entre els nens i els pot exposar a depredadors sexuals.
Alguns usuaris han reportat ciberassetjaments en TikTok, incloent-hi abús racista i antisemita.
TikTok pot esdevenir addictiu, ja que els usuaris poden trobar difícil parar d'usar l'app. L'abril de 2018, Douyin va afegir una característica de reducció d'addicció. Això anima els usuaris a fer un descans cada 90 minuts. Més tard, el 2018, la característica també va ser aplicada a TikTok.

### Preocupacions de seguretat nacional
El gener de 2019, un informe del laboratori d'idees americà Peterson Institute for International Economics va descriure TikTok com un «problema de mida Huawei» que suposa una amenaça de seguretat nacional a l'Occident, i destacava la popularitat de l'aplicació entre els usuaris occidentals, incloent-hi personal de les forces armades, i la seva capacitat per a revelar la situació, la imatge i les dades biomètriques a la companyia fundadora xinesa ByteDance, que legalment no pot rebutjar de compartir les dades amb el govern xinès. Peterson també va expressar la preocupació que TikTok podria ser emprat per a la "manipulació de l'opinió pública."

### La censura
Vídeos i hashtags relacionats amb la Peppa Pig són censurats en Douyin, perquè el govern xinès els considera símbols de subversió. El 3 de juliol de 2018, TikTok va ser prohibit a Indonèsia, després que el govern va acusar l'aplicació de promulgar "pornografia, contingut inadequat i blasfèmia." Poc després, TikTok es va comprometre a censurar continguts a Indonèsia, i la prohibició es va aixecar l'11 de juliol de 2018. El novembre de 2018, el govern de Bangladesh va blocar l'accés a Internet de TikTok. També l'any 2018, TikTok va ser amonestat per organismes de control xinesos per mostrar contingut "inacceptable", com ara vídeos de temàtica adolescent inapropiada. El gener de 2019, el govern xinès va manifestar que s'hauria de començar per mantenir els desenvolupadors d'aplicacions com ByteDance, responsables dels continguts dels usuaris que es comparteixen a través de les aplicacions com ara TikTok, i s'enumeren 100 tipus de continguts que el govern xinès hauria de censurar. El febrer de 2019, diversos polítics de l'Índia demanaren que TikTok fos prohibit o més regulat, com a resultat d'inquietuds que van sorgir sobre contingut sexualment explícit, ciberassetjament, i 'deepfakes'.

## Tendències
Hi ha una gran varietat de tendències dins TikTok, com els mems, cançons sincronitzades amb els llavis i comèdies. "Duets", una possibilitat que permet als usuaris d'afegir el seu propi vídeo a un altre vídeo amb el contingut original d'àudio, han portat a la majoria d'aquestes tendències.
Les tendències s'exposen a la pàgina d'exploració de TikTok, o a la pàgina amb el logotip del cercador. La pàgina integra els hashtags i reptes que són més tendència entre l'aplicació. Algunes inclouen #posechallenge, #filterswitch, #makeeverysecondcount, #wannalisten, #pillowchallenge, #furrywar, #hitormiss, i més.

## Prohibicions de països i intents de prohibicions

### Xina
L'abril del 2020, Tiktok va cooperar oficialment amb el mecanisme de censura d'Internet de la Xina continental i va començar a prohibir l'ús de la versió estrangera de Douyin a la Xina continental. A diferència del bloqueig general, Tiktok adopta la zona de bloqueig d'IP, principalment per a la Xina continental, Hong Kong i Macau no es veuran afectats. La conseqüència directa de la zona de bloqueig és que els usuaris xinesos no poden iniciar sessió a Tiktok usant VPN. Els funcionaris també han restringit els números de China Mobile, China Telecom i China Unicom. Els números de telèfon dels tres anteriors no poden obrir sessió a Tiktok. Tot i això, hi ha una gran quantitat de versions desxifrades de Tiktok a Internet xinesa. La versió desxifrada de Tiktok pot veure vídeos normalment, però la restricció del número de telèfon no s'ha desxifrat i els usuaris no poden obrir sessió.
El gener de 2021, les mesures de bloqueig del Grans Tallafocs de la Xina a Tiktok es van restringir encara més, i es va incrementar el monitoratge de la versió desxifrada de Tiktok, i es van adoptar mesures com el bloqueig de nodes i el bloqueig d'IP per interferir amb la visualització normal de vídeos a la Xina continental. Després d'alguns vídeos, el vídeo no es pot actualitzar i s'ha de tornar a introduir al programari abans de poder-lo continuar veient.
Després que Índia prohibís permanentment Tiktok, alguns xinesos ho van aplaudir. Després que Trump no va poder bloquejar Tiktok, alguns xinesos van afirmar que va ser un gran error que Trump no ataqués de manera decisiva Tiktok.
El lloc web oficial www.tiktok.com de la versió estrangera de Tiktok està actualment bloquejat pel Grans Tallafocs, i l'idioma xinès del lloc web oficial de la versió estrangera només proporciona xinès tradicional en lloc de xinès simplificat.

### Índia
TikTok va ser prohibit per complet a Índia pel Ministeri d'Electrònica i Tecnologia de la Informació el 29 de juny de 2020, juntament amb 223 aplicacions xineses més, amb una declaració que deia que eren «perjudicials per a la sobirania i integritat de l'Índia, defensa d'Índia, seguretat d'estat i ordre públic». La prohibició es va fer permanent el gener del 2021. El febrer del 2021, TikTok va anunciar que a causa de la prohibició eliminarà més de 2000 llocs de treball a l'Índia.

### Estats Units
El 6 d'agost del 2020, el president dels Estats Units, Donald Trump, va signar l'ordre executiva 13942 que prohibiria les transaccions de TikTok en 45 dies si ByteDance no la ven. Trump també va signar una ordre similar contra l'aplicació WeChat propietat de l'empresa multinacional xinesa Tencent.
El 14 d'agost de 2020, Trump va emetre l'ordre DCPD-202000608 donant a ByteDance 90 dies per vendre o escindir el seu negoci TikTok als Estats Units. En l'ordre, Trump va dir que hi ha «evidència creïble» que ho porta a creure que ByteDance «podria prendre mesures que amenacin de danyar la seguretat nacional dels Estats Units».
TikTok va considerar vendre la part nord-americana del seu negoci i va mantenir converses amb empreses com Microsoft, Walmart i Oracle.
El 18 de setembre, TikTok va presentar una demanda, TikTok vs. Trump. El 23 de setembre de 2020, TikTok va presentar una sol·licitud d'ordre judicial preliminar per evitar que l'administració Trump prohibís l'aplicació. El jutge nord-americà Carl J. Nichols va bloquejar temporalment l'ordre de l'administració Trump que prohibiria efectivament la descàrrega de TikTok a les botigues d'aplicacions dels Estats Units a partir de la mitjanit del 27 de setembre del 2020. Nichols va permetre que l'aplicació romangués disponible a les botigues d'aplicacions dels Estats Units, però es va negar a bloquejar les aplicacions addicionals. Restriccions del Departament de Comerç que podrien tenir un impacte més gran en les operacions de TikTok als Estats Units es van establir per al 12 de novembre de 2020.
Tres influencers de TikTok van presentar una demanda, Marland vs. Trump. El 30 d'octubre, la jutgessa de Pennsilvània Wendy Beetlestone va dictar en contra del Departament de Comerç, impedint-los restringir TikTok. El 12 de novembre, el Departament de Comerç va declarar que obeiria la sentència de Pennsilvània i que no intentaria fer complir les restriccions contra TikTok programades per al 12 de novembre.
El Departament de Comerç va apel·lar la fallada original a TikTok vs. Trump. El 7 de desembre, el jutge de la cort de districte de Washington D.C. Carl J. Nichols va emetre una ordre judicial preliminar contra el Departament de Comerç, impedint-li imposar restriccions a TikTok.

### Indònesia i Bangladesh
TikTok s'ha bloquejat de forma intermitent a països com Indonèsia i Bangladesh.

### Pakistan
L'11 d'octubre del 2020, Pakistan va prohibir la plataforma de xarxes socials després de no complir els problemes relacionats amb el contingut de la plataforma plantejats pel seu govern. Els representants de TikTok estan parlant actualment amb funcionaris pakistanesos amb l'esperança de millorar les relacions i permetre que els pakistanesos accedeixin a la plataforma.

## Qüestions legals

### El blocatge d'Indonèsia
Indonèsia blocà temporalment l'aplicació TikTok, el 3 de juliol de 2018, enmig de la preocupació pública per continguts il·legals, com ara la pornografia i la blasfèmia. L'aplicació es va desblocar una setmana més tard, després de fer alguns canvis, com ara l'eliminació de contingut negatiu, l'obertura d'una oficina d'enllaç amb el govern i la implantació de restriccions d'edat i mecanismes de seguretat.

### Demandes de Tencent
La plataforma WeChat de Tencent ha estat acusada de blocar vídeos de Douyin. A l'abril de l'any 2018, Douyin demandà Tencent i l'acusà de difondre informació falsa i perjudicial a la seva plataforma WeChat, i exigia un milió de RMB en indemnitzacions i una disculpa. El mes de juny de 2018, Tencent va presentar una demanda contra Toutiao i Douyin en un tribunal de Pequín, al·legant que els havien difamat una colla de vegades amb notícies negatives i perjudicat la seva reputació, i demanaven un yuan d'indemnització i una disculpa pública. En resposta, Toutiao va presentar una reclamació l'endemà contra Tencent per, suposadament, competència deslleial i demanant 90 milions de RMB per pèrdues econòmiques.

### Multes de la COPPA dels Estats Units
El 27 de febrer de 2019, la FTC va multar ByteDance amb 5,7 milions de dòlars per la recollida d'informació de menors de 13 anys, en violació de la Children's Online Privacy Protection Act en els Estats Units. ByteDance va respondre afegint-hi un mode de "només per a nens" en el TikTok que bloca la descàrrega de vídeos, la construcció de perfils d'usuari, missatges directes, i la possibilitat de comentar altres vídeos, tot i que permet la visualització i l'enregistrament de continguts.

### Prohibició a l'Índia
El 3 d'abril de 2019, el Tribunal Suprem de Madràs, com a resultat de l'audició d'un PIL, havia demanat al Govern de l'Índia la prohibició de l'aplicació, esmentant que "fomenta la pornografia". El tribunal també va assenyalar el risc en el qual es trobaven els nens amb l'ús de l'aplicació, ja que eren objectiu de depredadors sexuals. El tribunal va demanar als mitjans de difusió que no difonguessin qualsevol d'aquests vídeos de l'aplicació. El portaveu de TikTok afirmà que respectaven les lleis locals i que estaven a l'espera de la còpia de l'ordre judicial abans de prendre mesures. El 17 d'abril, tant Google com Apple van eliminar TikTok de Google Play i de l'App Store. Com que el tribunal va refusar de reconsiderar la prohibició, l'empresa va declarar que estaven segurs que els usuaris existents serien capaços de fer servir la plataforma encara que les descàrregues estiguessin blocades. També va afirmar que s'havien eliminat més de 6 milions de vídeos que havien violat la seva política de contingut i les seves directrius. L'assumpte estava programat per al 22 d'abril.

#### Prohibició aixecada a l'Índia
El 25 d'abril de 2019 TikTok ja no és prohibida a l'Índia, després que un tribunal en Tamil Nadu va revocar l'ordre de prohibició de descàrregues de l'aplicació en l'App Store i Google Play. Inicialment, va afirmar que la plataforma fomentava la difusió de contingut explícit i "degradació cultural", després de les preocupacions de les finalitats pornogràfiques i de l'explotació infantil. Seguit d'una súplica dels desenvolupadors de TikTok de Bytedance Technology, la prohibició es va anul·lar i l'aplicació pot tornar a ser descarregada. La prohibició de TikTok a l'Índia podria haver costat a l'aplicació a 15 milions de nous usuaris.

## Llegir més
- «Adventures in TikTok, the Wildly Popular Video App Where Gen Z Rules» (en anglès). Artsy, 03-12-2018. [Consulta: 5 desembre 2018].